# Adolf Krautsack
Adolf Krautsack (* 24. April 1909 in Goberling; † 1942/43) war ein österreichischer, nationalsozialistischer Politiker. Er hatte 1938 das Amt des Kreisleiters des NSBO inne und wurde am 15. März 1938 von Gauleiter Tobias Portschy zum Mitglied des Burgenländischen Landtags ernannt. Am 12. Mai 1938 beantragte er die Aufnahme in die NSDAP und wurde rückwirkend zum 1. Mai desselben Jahres aufgenommen (Mitgliedsnummer 6.105.643). Zudem hatte er das Amt des Kreisobmanns der Deutschen Arbeitsfront im Kreis Oberwart inne.